# Sexuální roleplay
Sexuální roleplay (také role play, anglicky hraní role) je sexuální praktika, při které partneři při jiných erotických praktikách k posílení svých sexuálních fantazií hrají role. Hloubka roleplay je různá, od jednoduchých hříček založených na symbolech po do detailů propracované hry s kostýmy a scénářem.
Během milostné interakce si mohou partneři hrát na různé role, do kterých se vžijí a během svých hrátek je pak ztvárňují. Tyto role mohou být dokreslovány zjednodušenými (a nebo naopak velmi propracovanými) kostýmy, příkladem může být maska pro zlodějku a policejní čepice pro policistu, který tuto zlodějku chytil.
Zvláštní význam má roleplay u sexuálních praktik v BDSM. Mnoho rolí oblíbených v BDSM nenajdeme v repertoáru žádné jiné sexuální oblasti, jedná se například o velmi obvyklé role vězeň a věznitel, lékař a pacient, žák a učitel, pes a pán (příp. kočka aj.), kůň a jezdec, šéf a sekretářka a podobné.
Dále se může jednat o různé postavy, kterými se člověk nemůže stát ve svém životě a chce si jejich ztvárnění užít alespoň při sexu, např. celebrity, bohatí a vlivní lidé, šlechtici.